# Fundação Oriente
A Fundação Oriente MHIH é uma fundação portuguesa constituída em 18 de março de 1988 e instituída pela Sociedade de Turismo e Diversões de Macau (STDM), como uma das contrapartidas impostas pela Administração de Macau à concessão em regime de exclusivo da exploração do jogo naquele território até 31 de dezembro de 2001.
Mas em 1997, com efeito a partir de Janeiro de 1996, os Governos de Portugal e da China, com a anuência da Fundação Oriente, acordaram que os rendimentos previstos no contrato para a concessão da exploração do jogo em Macau deixavam de ser atribuídos à Fundação Oriente, passando a ser entregues a uma nova fundação a constituir em Macau, tendo-se assim quebrado o elo que unia a Fundação Oriente ao contrato do jogo em Macau.
A Fundação Oriente está sediada Edifício Pedro Álvares Cabral, na Doca de Alcântara Norte, em Lisboa, sendo responsável pelo Museu do Oriente que está também instalado no mesmo edifício em Alcântara.
A 15 de março de 2018, foi feita Membro-Honorário da Ordem do Infante D. Henrique.